# Extensions du jeu Les Sims 3
 (décembre 2021).
- Si vous ne connaissez pas le sujet, laissez ce bandeau (vous pouvez alors contacter les auteurs).
- Si vous supprimez le contenu mis en cause (vous pouvez préalablement contacter les auteurs),

argumentez précisément cette suppression dans la page de discussion
(un manque de référence n'est pas un argument ; une recherche réelle de référence doit avoir été effectuée, être formellement documentée).
 (août 2013).
Si vous disposez d'ouvrages ou d'articles de référence ou si vous connaissez des sites web de qualité traitant du thème abordé ici, merci de compléter l'article en donnant les références utiles à sa vérifiabilité et en les liant à la section « Notes et références ».
 (septembre 2015).
 (août 2013).
Les extensions du jeu Les Sims 3 désignent les disques additionnels et les kits du jeu vidéo de simulation de vie Les Sims 3.

Il y a en tout 11 disques additionnels et 9 kits d'objets pour Les Sims 3.

## Disques additionnels

### Destination Aventure

Logo

Les Sims 3 : Destination Aventure est le premier disque additionnel du jeu vidéo de simulation de vie Les Sims 3. Il est sorti en France, le 19 novembre 2009 et en Amérique du Nord le 17 novembre 2009 sur PC, Mac et iPhone. Cette extension se concentre, comme pour Les Sims : En vacances et Les Sims 2 : Bon Voyage sur les voyages, bien que cette version tienne plus de l'exploration que réellement des vacances. Dans Les Sims 3 : Destination Aventure, il y a 3 destinations, qui sont : l'Égypte, la République Populaire de Chine et la France, dans trois villes imaginaires : Al Simhara pour l'Égypte (qui ressemble au Caire et à Gizeh), Shang Simla pour la République Populaire de Chine et Champs-les-Sims pour la France. Sa version est 2.17.
La créature de cet add-on est la momie, qui peut être trouvée dans les tombeaux. Si votre Sim l'affronte et qu'il se fait battre, il se peut que la momie le maudisse. Il est alors condamné à mourir quatorze jours plus tard s'il n'obtient pas la bénédiction du Sphinx.

#### Description
Les Sims 3 : Destination Aventure nous permettent de faire découvrir à nos Sims trois nouveaux paysages : la France, en Égypte ou en Chine.
Dans ces différents pays, on exécute des missions plus ou moins difficiles qui nous permettent de gagner des points de Visa. Lorsqu'un Sims possède 3 points de Visa dans un pays, il peut y acheter une résidence secondaire.
La visite de ces différents pays nous apporte de nombreux objets issus des différentes cultures, de nouvelles compétences (photographie, arts martiaux, viniculture…) ainsi que de nouvelles surprises grâce aux nombreux tombeaux.

#### Caractéristiques
Le but de ce disque additionnel est d'explorer de nouveaux lieux et de nouveaux endroits grâce à de nombreuses missions et de multiples défis. Le jeu s'appuie sur la vision universelle que nous avons de la France, de la Chine mais aussi de l'Égypte. Muraille de Chine et pyramides d'Egypte sont des éléments présents dans ce add-on. En revanche, la Tour Eiffel n'est pas présente. Il offre aux joueurs la possibilité de découvrir de nouvelles cultures et d'entretenir des correspondances avec des Sims étrangers.

#### Musique
Le 18 août 2009, il a été révélé que Nelly Furtado, Pixie Lott, Stefanie Heinzmann, Matt and Kim et Young Punx enregistreraient des chansons en Simlish pour le futur disque additionnel Les Sims 3 : Destination Aventure.

### Ambitions

Logo

#### Description
Les Sims 3 : Ambitions permettent de nombreuses nouvelles activités. Premièrement le jeu offre une nouvelle ville : Twinbrook.
Les Sims 3 Ambitions permettent surtout de modifier l'univers du travail. Il est possible d'effectuer une déclaration pour devenir un travailleur indépendant (voir caractéristiques) mais également de se lancer dans une profession, à savoir baby-sitter, pompier, chasseur de fantôme, enseignant, enquêteur, styliste, architecte, inventeur ou bien même tatoueur.

La créature de ce disque additionnel est le SimBot, un robot. Il peut être créé par un Sim qui maîtrise la compétence Invention.

#### Caractéristiques
Enfin, un Sim peut effectuer une déclaration pour devenir travailleur indépendant et vivre de lui-même grâce aux compétences qu'il aura développé : pêche, peinture, jardinage, écriture, invention, sculpture, fabrication de nectar et photographie (ces deux derniers nécessitent l’extension Destination Aventure). Ce disque additionnel tient son originalité du fait que pour la première fois, le joueur a la possibilité de contrôler les actions et les interactions du Sim lorsqu'il travaille.

### Accès VIP

Logo.

#### Description
Dans Les Sims 3 : Accès VIP, redonnez à vos Sims les joies de la célébrité, que vous avez pu rencontrer dans les Sims : Superstars. Ce disque additionnel offre de nouvelles carrières avec la possibilité de monter un groupe de musique, de devenir mixologue ou bien de se lancer dans une carrière de cinéma. De nouvelles compétences telles que la contrebasse, la batterie, le piano, ou la guitare électrique sont disponibles. Augmentez votre cote de célébrité pour être connus par tous les habitants de la ville et être invité aux nombreuses fêtes d'autres célébrités.
La ville de cette extension est Bridgeport, une ville basée sur New York.
Les créatures de ce disque additionnel sont : les vampires.

#### Caractéristiques
Les Sims 3 : Accès VIP permet aux joueurs de découvrir de nouveaux lieux (boîtes de nuits, bars à cocktail, bars de quartier...) mais aussi de rechercher la célébrité. En effet, le jeu propose de monter peu à peu les échelons qui mènent à la célébrité. Pour cela, le joueur est incité à rencontrer des stars, développer un talent et faire parler de lui. Le but étant de profiter des avantages de la célébrité, à savoir la notoriété, la richesse, les voitures de luxe... 
Une autre caractéristique que propose le jeu est la possibilité d'incarner un vampire. Ainsi, le joueur sera confronté à des vampires qui lui permettront éventuellement d'en devenir un, sans bien sûr avoir l'add-on Super Pouvoirs. 
Enfin, l'une des caractéristiques inédite de cet add-on sont les appartements et les lofts. Traditionnellement, les Sims ne vivent que dans des maisons; désormais il est possible de vivre dans un immeuble. Sachant que vous ne pouvez habiter que dans un studio; les autres sont déjà réservé.

### Générations

#### Description
Le disque additionnel Les Sims 3 : Générations fait vivre au joueur de nouvelles expériences variées et enrichissantes qui sont en lien avec les différents âges de la vie. Ainsi, le joueur peut profiter davantage de toutes les époques de la vie d'un Sim (enfance, adolescence, jeune adulte, adulte, vieillesse).
La créature de ce disque additionnel est l'ami imaginaire. Lorsqu'un Sim est bébé, il peut recevoir une poupée, donné par sa grand-mère/tante PNJ. S'il joue suffisamment avec, elle prendra vie lorsqu'il deviendra enfant et vieillira avec le Sim, mais elle restera invisible pour les autres Sims. Grâce à une potion, il est possible de transformer cet ami imaginaire en vrai Sim, visible par les autres. Pour cela, il vous faudra Le Laboratoire chimique du Catalyseur.

#### Caractéristiques
Ce disque additionnel comporte de nombreuses caractéristiques. Tout d'abord, il permet de nouvelles activités et de nouvelles interactions entre les Sims. L'add-on ajoute au jeu une fonction de mémorisation de souvenirs qui permet aux joueurs de revoir des souvenirs qu'un Sim a vécu lors de chaque événement important de sa vie. Des objets inédits tels que le trampoline, la cabane dans les arbres... font leur apparition. De nouvelles tenues sont disponibles en fonction de la catégorie d'âge choisie. La profession Garde d'Enfant fait son apparition qui consiste à garder les bambins et enfants du quartier. Les enfants peuvent se déguiser via un coffre à déguisement. Les parents ont parfois des congés offerts par leur travail (uniquement s'il y a au moins un adolescent dans la famille), qui restent incontrôlables durant ces congés. Quant à ou aux adolescent(s) présents dans la famille, ils peuvent organiser des fêtes sur le dos des parents .

### Animaux & Cie
Les Sims 3 : Animaux & Cie vous permet d'avoir des animaux tels que le chien, le chat ou le cheval. Il permet aussi d'incarner ces animaux et de pouvoir contrôler leurs faits et gestes. Le joueur peut leur choisir des traits de caractère : fidèle, destructeur, peur de l'eau, amical, génie... Désormais, les animaux aussi ont des souhaits ; en revanche, ils ne peuvent avoir de souhait à long terme comme en ont les Sims. De nouveaux habits, une nouvelle ville et de nouveaux meubles sont disponibles pour pouvoir accueillir les animaux dans les familles Sims. Les Sims, quant à eux, ont accès à de nouvelles compétences et peuvent débloquer de nouveaux souhaits à long terme tels que devenir jockey par exemple. Il est aussi possible d'observer des animaux et d'apercevoir voire d'apprivoiser une licorne.

La ville de cette extension est Appaloosa Plains, un village à thématique western.

#### Caractéristiques
Ce disque additionnel voit l'arrivée des chevaux et des licornes en plus des chats et des chiens. Un nouveau bâtiment fait aussi son apparition dans cet add-on : le centre équestre. Il permet de faire des concours et de faire reproduire l'étalon. Il est possible de prendre des cours d'équitation à partir de 500 Simflouz. Il y a plusieurs sortes de concours : concours de cross, concours de course et enfin concours de saut. Chacun de ces concours comporte 3 niveaux.

### Showtime

Les Sims 3 : Showtime permet de vivre l'ascension de votre Sim vers la célébrité. Vous pourrez allez dans le monde d'un autre joueur et gagner les carrières de :
- Magicien (profession)
- Chanteur
- Acrobate (profession)

Les possibilités ajoutées se déroulent généralement sur scène face à un public : à vous les meilleures soirées de votre vie !
La ville de cette extension est Starlight Shores, une ville basée sur Los Angeles et plus précisément Hollywood qui vous offrent de nouvelles opportunités.
La créature ajoutée dans cet add-on est le génie.

### Super-pouvoirs

Les Sims 3 : Super-pouvoirs vous permet de vivre une vie surnaturelle en tant que loup-garou, fée, sorcier/sorcière, vampire, fantôme et zombie.
Vous pourrez avoir une carrière basique ou de voyant, lancer des sorts et des malédictions ou repousser des zombies que vous avez créés. Vous gagnerez de nouveaux meubles, une nouvelle ville du nom de Moonlight Falls, et vous verrez l'arrivée de l'alchimie avec environ 50 potions. Les balais magiques, duels de sorciers, morsure de vampire, folies de pleine lune et pouvoirs de fées sont chose fréquentes dans l'univers des Sims 3 : Supers Pouvoirs.

### Saisons

Les Sims 3 : Saisons ajoute les 4 saisons dans le programme principal, avec un festival à chacune d'entre elles. L'extension inclut de nouvelles activités telles que le snowboard, les batailles de neige, le patinage artistique, la création de bonhommes de neiges, etc. Elle inclut également la météo, rendant vos journées ensoleillées, nuageuses, pluvieuses ou enneigées. Vous aurez aussi le choix de changer des saisons comme bon vous semble dans le menu Option. Chaque saison est accompagnée d'une fête symbolique marquant les temps de l'année, offrant parfois un jour fériés aux Sims. Il y a aussi un festival par saison situé dans l'un des parcs de chaque ville. La nouvelle créature est l'extraterrestre.

### University

Les Sims 3 : University permet à vos Sims d'aller à l'université, bien sûr; la nouveauté est que vous pouvez contrôler vos Sims quand ils y étudient! Vous assisterez aux cours, vous pourrez discuter avec la mascotte, avoir un copain de chambre très fatigant, choisir entre plusieurs orientations et ainsi débloquer plusieurs métiers inédits. Avant d'aller à l'université (vous devez être un jeune adulte pour y aller), vous devrez passer une sorte de test qui vous permet de savoir quelle orientation vous convient le mieux. Alors maintenant, soyez geek, populaires ou rebelles : contrôlez vos Sims depuis leur campus universitaire!
La nouvelle créature du jeu est le Végésim.

### Île de rêve

Les Sims 3 : Île de rêve est la 10e extension du jeu Les Sims 3. Elle permet aux Sims de vivre dans un nouveau monde constitué d'un archipel d'îles Isla Paradiso.

#### Description
De nouvelles aventures attendent vos Sims sur les rivages ensoleillés et sous l’eau étincelante d’une île de rêve! De l’exploration d’îles tropicales à la construction d’un complexe cinq étoiles, vos Sims pourront se lancer dans un voyage inoubliable ou se créer un nouveau lieu de vie dans ce paradis inédit. Les Sims ayant une âme de marin pourront même prendre la barre de bateaux habitables totalement personnalisables pour naviguer d’une île à l’autre! Si vos Sims préfèrent être sous l’eau que sur l’eau, ils pourront explorer l’océan en pratiquant la plongée. Qui sait, ils pourraient même trouver un trésor englouti ou devenir amis avec une sirène! Avec des fonctionnalités innovantes encore jamais vues dans la franchise Les Sims sur PC et de nombreuses nouvelles possibilités sur terre comme sur mer, vos Sims profiteront pleinement de leur propre île de rêve.
Les créatures de cet add-on sont la sirène (jouable) et le Kraken (PNJ).

### En route vers le futur

Les Sims 3 : En route vers le futur est la 11e et dernière extension du jeu Les Sims 3. Elle permettra aux Sims de pouvoir voyager dans le futur, côtoyer leur descendance et de créer des plumbots : des robots ayant une personnalité. Elle vous permettra également de rencontrer vos descendants, les arrières petits enfants de vos Sims. La ville portant le nom d'Oasis Landing vous permet de réaliser vos ultimes souhaits (ou ceux de vos Sims) en leurs offrant une vie de rêve ou tous travaux sont ordonnés aux plumbots.
En parlant de travaux, Les Sims 3 : En Route vers le Futur vous offre deux nouvelles carrières:
- astronome (et non astronaute[niv. 10 à l'armée])
- combats de plumbots
et une nouvelle carrière indépendante:
-fabricant de plumbots.
Ensuite, plein de nouveaux objets feront leurs apparitions avec ce disque additionnel, comme un toilette 2 en 1, un synthétiseur de nourriture ou encore un ordinateur holographique. Mais il propose également un grand choix de voitures, toutes futuristes et bien évidemment, toutes très chères: la plus coûteuse étant au prix de 110 000 simflouz; mais aussi des aéroscooters, des aéroskateboards et des propulseurs autonomes (que l'on peut qualifier de jet packs).
Il y a également plusieurs futurs:
-le futur normal, comme le premier voyage que vous ferez
-le futur utopique, rempli de joie et de toutes les couleurs de l'arc en ciel
-le futur dystopique, propulsé par la haine, les pluies de météorites saccageant Oasis Landing.
Il est sorti en France le 24 octobre 2013.

## Kits

### Inspiration Loft

Logo

Les Sims 3 : Inspiration Loft est le premier kit d'objets du jeu Les Sims 3. Il propose une série d'objets et de vêtements sur le thème de la modernité.
Sorti à l'occasion des 10 ans de la série Les Sims, il ajoute au jeu quelques objets célèbres des volets précédents, tels que le lit vibreur. Quelques interactions supplémentaires, en rapport avec ces objets, sont du coup ajoutées : ceci est inhabituel pour un kit d'objet, qui n'ajoute généralement pas d'éléments de gameplay.
Il est sorti en France le 5 février 2010.

### Vitesse Ultime!

Les Sims 3 : Vitesse Ultime ! est le deuxième kit d'objets du jeu Les Sims 3. Il propose une série d'objets, essentiellement des véhicules, et des costumes sur le thème de l'automobile.
De manière inhabituelle dans un kit, Vitesse Ultime ! ajoute quelques éléments de gameplay supplémentaires au jeu : il ajoute le trait de caractère "Passionné d'automobile", qui permet au Sim de tisser une relation avec son véhicule et de lui donner un nom.
Il est sorti en France le 7 septembre 2010.

### Jardin de Style

Les Sims 3 : Jardin de Style est le troisième kit d'objets du jeu Les Sims 3. Il propose une série d'objets et de vêtements sur le thème de la vie d'extérieur.
Il s'agit du premier jeu de la saga Les Sims à ne plus avoir de "mode d'emploi" papier du jeu.
Il est sorti en France le 10 février 2011. 

### Vie Citadine

Les Sims 3 : Vie Citadine est le quatrième kit d'objets du jeu Les Sims 3. Il propose une série d'objets et de vêtements sur le thème de la vie citadine.
Pour la première dans un kit d'objets de Les Sims, Vie Citadine propose également de nouveaux bâtiments; cette nouveauté sera reprise par certains des kits suivants.
Il est sorti en France le 28 juillet 2011.

### Suites de Rêve

Les Sims 3 : Suites de Rêve est le cinquième kit d'objets du jeu Les Sims 3. Il propose une série d'objets et de costumes pour la chambre et la salle de bain, sur le thème de la séduction.
Notons également une indécision ou une erreur sur le titre du jeu de la part des développeurs : s'il est désigné, d'après sa jaquette, comme "Suites de Rêve", l'écran de démarrage du jeu affiche "Suites de Luxe".
Il est sorti en France le 26 janvier 2012.

### Katy Perry Délices Sucrés

Les Sims 3 : Katy Perry Délices Sucrés est le sixième kit d'objets du jeu Les Sims 3. Réalisé en collaboration avec Katy Perry, il présente une série d'objets et de lieux basés sur l'univers de la chanteuse. C'est le seul kit de la saga Les Sims à ne pas avoir la mention « Kit » dans son titre.
Il est sorti en France le 7 juin 2012.
Son prix anormalement élevé choqua les fans: en effet, les kits d'objets de Les Sims 3 coûtent tous 20 euros; or, celui-ci en coûte 30.

### Diesel

Les Sims 3 : Diesel est le septième kit d'objets du jeu Les Sims 3. Il propose des reproductions de vêtements Diesel, ainsi que quelques objets dans le style de la marque.
Il est sorti en France le 12 juillet 2012.

### 70's, 80's & 90's

Les Sims 3 : 70's, 80's & 90's est le huitième kit d'objets du jeu Les Sims 3. Il propose une série d'objets et de vêtements basés sur le style des années 70, 80 et 90.
Il est sorti en France le 24 janvier 2013.

### Cinéma

Les Sims 3 : Cinéma est le neuvième et dernier kit du jeu Les Sims 3. Les objets auront pour thème : Western, horreur, et super-héros.
Il est sorti en France le 12 septembre 2013.
Son édition limitée (en pré-commande sur Origin) contient un studio de cinéma.

### Sources à lier à l'article

#### Destination Aventure
- Jeuxvideo.com : Les Sims 3 : Destination Aventure
- JeuxActu : Les Sims 3 : Destination Aventure

#### Ambitions
- Jeuxvideo.com : Les Sims 3 : Ambitions
- Gamekult : Test de Les Sims 3 : Ambitions
- (en) Metro: Games review: The Sims 3: Ambitions makes work fun
- (en) GameSpot: The Sims 3: Ambitions Q&A - Creative Careers

#### Accès VIP
- Gamekult : Test de Les Sims 3 : Accès VIP
- JeuxActu : Test Les Sims 3 : Accès VIP
- Jeuxvideo.com Les Sims 3 : Accès VIP
- Jeuxvideo.com Interview Les Sims 3 : Accès VIP

#### Générations
- Gamekult : Test de Les Sims 3 : Générations
- (en) PC Advisor/TechAdvisor: The Sims 3: Generations review
- JeuxActu : Test Les Sims 3 : Générations
- Jeuxvideo.com Les Sims 3 : Générations

#### Animaux & Cie
- Gamekult : Test de Les Sims 3 : Animaux & Cie
- JeuxVideo.fr : Test Les Sims 3 : Animaux & Cie (PC)
- Jeuxvideo.com : Les Sims 3 : Animaux & Cie (PC)
- Jeuxvideo.com : Les Sims 3 : Animaux & Cie (Xbox 360)
- Jeuxvideo.com : Les Sims 3 : Animaux & Cie (PS3)
- Jeuxvideo.com : Les Sims 3 : Animaux & Cie (3DS)
- Premiere.fr : TEST PC - Les Sims 3 animaux & cie : le même avec des poils
- JeuxActu : Test Les Sims 3 : Animaux et Compagnie

#### Showtime
- Jeuxvideo.com : Les Sims 3 : Showtime
- Gamekult : Test de Les Sims 3 : Showtime
- JeuxActu : Test Les Sims 3 Showtime
- Elle : On a testé le jeu « Sims 3 : Showtime »
- (en) GameZone: http://www.gamezone.com/reviews/the-sims-3-showtime-review
- (en) NZGamer.com: http://nzgamer.com/reviews/1606/the-sims-3-showtime.html

#### Super-Pouvoirs
- Jeuxvideo.com : Les Sims 3 : Super-pouvoirs
- JeuxActu : Test Les Sims 3 : Super-Pouvoirs
- TEKNOLOGIK : Vampires, Zombies et Fées envahissent Les Sims 3 Super-Pouvoirs
- La Nouvelle République : Test jeu vidéo - Les Sims 3 Super-Pouvoirs

#### Saisons
- Gamekult : http://www.gamekult.com/jeux/test-les-sims-3-saisons-SU3050049275t.html
- Jeuxvideo.com : Les Sims 3 : Saisons
- JeuxActu : Test Les Sims 3 : Saisons

#### University
- La Nouvelle République : Test jeu vidéo - Les Sims 3 University
- Gamekult : Test de Les Sims 3 : University
- (en) GameZone: The Sims 3 University Life Interview: Some last minute questions answered

#### Ile de Rêve
- Gamekult : Test de Les Sims 3 : Ile de Rêve
- Jeuxvideo.com : Les Sims 3 : Ile de Rêve (PC)
- Jeuxvideo.com : Les Sims 3 : Ile de Rêve (Mac)

#### En route vers le Futur
- Gamekult : Test de The Sims 3 : Into the Future
- JeuxActu : Test Les Sims 3 En Route vers le Futur : simple ou antérieur ?
- Jeuxvideo.com : Les Sims 3 : En Route vers le Futur
- PureBreak : Test Les Sims 3 En Route Vers le Futur : "Nom de Zeus", une nouvelle extension !